# Science Fiction & Fantasy Translation Award
Der Science Fiction & Fantasy Translation Award (auch SF&F Translation Award, SFF Translation Award und SF&FT Award) ist ein amerikanischer Übersetzerpreis, der von 2011 bis 2013 von der Association for the Recognition of Excellence in SF & F Translation (ARESFFT) für hervorragende Übersetzungen ins Englische aus dem Bereich der Science-Fiction verliehen wurde.
Es wurde regelmäßig in zwei Kategorien vergeben, nämlich „lange Form“ (40.000 Worte und mehr) und „kurze Form“.
Der Spezialpreis für besonders verdienstvolle Arbeit als Übersetzer wurde nur einmal 2011 an Brian Stableford vergeben. Die Auszeichnung bestand aus einer Trophäe und einem Geldpreis. Das Preisgeld wurde zu gleichen Teilen an Übersetzer und Autor vergeben.
Im Oktober 2014 gab die ARESFFT bekannt, dass die Preisverleihungen aufgrund mangelnder personeller Ressourcen eingestellt werden müssten.

## Preisträger
2011
- lange Form: A Life on Paper: Stories von Georges-Olivier Châteaureynaud, übersetzt aus dem Französischen von Edward Gauvin
- kurze Form: Elegy for a Young Elk von Hannu Rajaniemi
- Spezialpreis: Brian Stableford

2012
- lange Form: Zero von Huang Fan, übersetzt aus dem Chinesischen von John Balcom
- kurze Form: The Fish of Lijiang von Chen Qiufan, übersetzt aus dem Chinesischen von Ken Liu

2013
- lange Form: Atlas: The Archaeology of an Imaginary City von Kai-cheung Dung übersetzt aus dem Chinesischen von Anders Hansson, Bonnie S. McDougall und dem Autor
- kurze Form: August Prime von Karin Tidbeck aus dem Schwedischen übersetzt von der Autorin